# Autoskopie

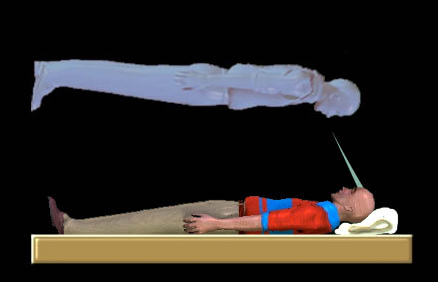
Autoskopie

Autoskopie bezeichnet in der Psychologie verschiedene Phänomene des Sich-selbst-Sehens. Dies impliziert zunächst die (oftmals durchaus überraschende) Selbstwahrnehmung als reale Person, wenn man sich selbst im Rahmen einer Audioaufnahme hört oder im Rahmen einer Videoaufnahme sieht und das eigene Verhalten, Körpersprache, Umgang mit anderen usw. im Außenblick beobachten kann.
Siehe dazu auch Wahrnehmung und Augenschein.

## Beschreibung und Differenzierung
Der Begriff verweist aber auch auf weitere Phänomene:
- Ein Doppelgängererlebnis  ist ein Symptom bei unterschiedlichen psychiatrischen Erkrankungen, bei der von der wahrnehmenden Person ein Doppelgänger als Halluzination erlebt wird.[1]

- Bei einer Spiegelhalluzination (Heautoskopie) tritt eine Wahrnehmung des eigenen Leibes außerhalb der eigenen Person auf, wobei diese als eine zweite identische Person handelt und zugleich die Bewegungen und Handlungen des halluzinatorischen Bildes am eigenen Körper empfunden werden. Die halluzinatorische Gestalt wird, auch wenn sie anders aussieht, als die Wesensform des Halluzinierenden erlebt. Die zweite Person kann als Begleiter, Spiegelbild oder Teilerscheinung einer ganzen Szene erlebt werden.[2]

- Bei einer Außerkörperlichen Wahrnehmung findet die Wahrnehmung in einem zweiten Körper statt, der den ruhenden eigentlichen Körper erblickt. Damit wird der Eindruck bezeichnet, aus dem Körper herauszusteigen und auf sich herabzusehen (Außerkörperliche Erfahrung) oder den eigenen Körper vor sich zu sehen.

Autoskope Erlebnisse wurden des Öfteren von klinisch Toten und später Reanimierten berichtet. Es gibt bis heute nur sehr wenig wissenschaftliche Untersuchungen dieses Phänomens. Autoskopie konnte u. a. im Zusammenhang mit epileptischen Anfällen und vaskulären Hirnschädigungen nachgewiesen werden. Blanke et al. beschrieben 2004 phänomenologische, neurologische und neuroanatomische Korrelate autoskoper Symptome bei sechs Patienten, um erstmals eine testbare Hypothese über die zugrundeliegenden neuralen Mechanismen zu entwickeln.
Differenzierung nach Blanke und Heydrich:
|                              | Doppelgängererlebnis                                                  | Außerkörperliche Erfahrung                               | Spiegelhalluzination                                                |
| ---------------------------- | --------------------------------------------------------------------- | -------------------------------------------------------- | ------------------------------------------------------------------- |
| Selbstlokalisation           | Zentriert im physischen Körper, stabil                                | Zentriert im illusionierten Körper, stabil               | Zentriert im physischen Körper oder illusionierten Körper, instabil |
| Selbstidentifikation         | Mit physischem Körper                                                 | Mit illusioniertem Körper                                | Mit physischem oder illusioniertem Körper                           |
| Betrachter                   | Zentriert im physischen Körper, stabil                                | Zentriert im illusionierten Körper, stabil               | Zentriert im physischen Körper oder illusionierten Körper, instabil |
| Betrachteter                 | Zweidimensionales Bild des eigenen Körpers, Gesichts oder Oberkörpers | Dreidimensionales Bild des vollständigen eigenen Körpers | Dreidimensionales Bild des vollständigen eigenen Körpers            |
| Lebendigkeit des Empfundenen | gering                                                                | hoch                                                     | hoch                                                                |
| bei Läsion im Gehirn         | bilateral, occipital, temporal                                        | rechts, temporal, parietal                               | links, temporal, parietal                                           |